# パガーニ・ゾンダ
ゾンタ（Zonda）はイタリアのパガーニ・アウトモビリが1999年に発表したハイパーカーである。

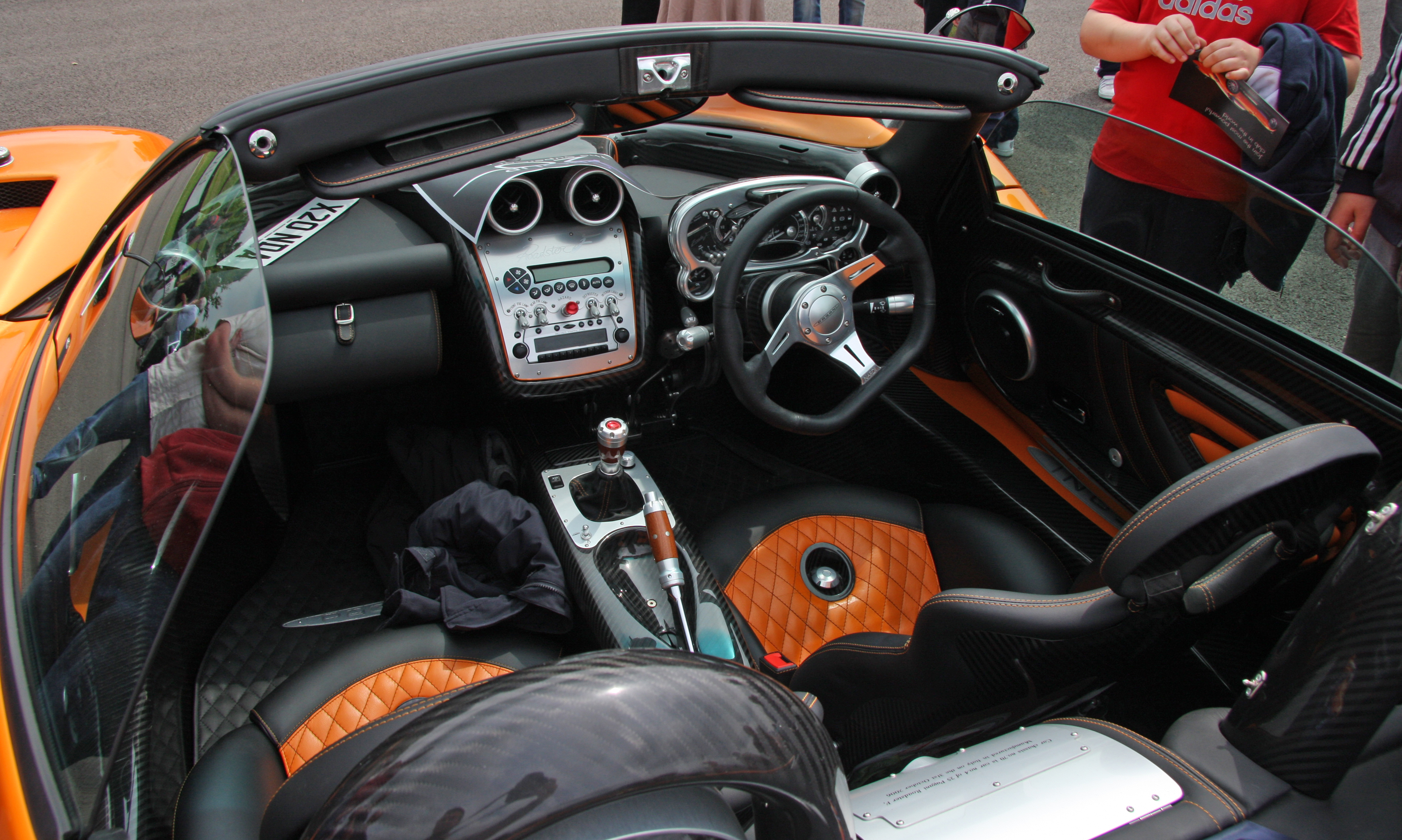
ゾンタFロードスターのインテリア

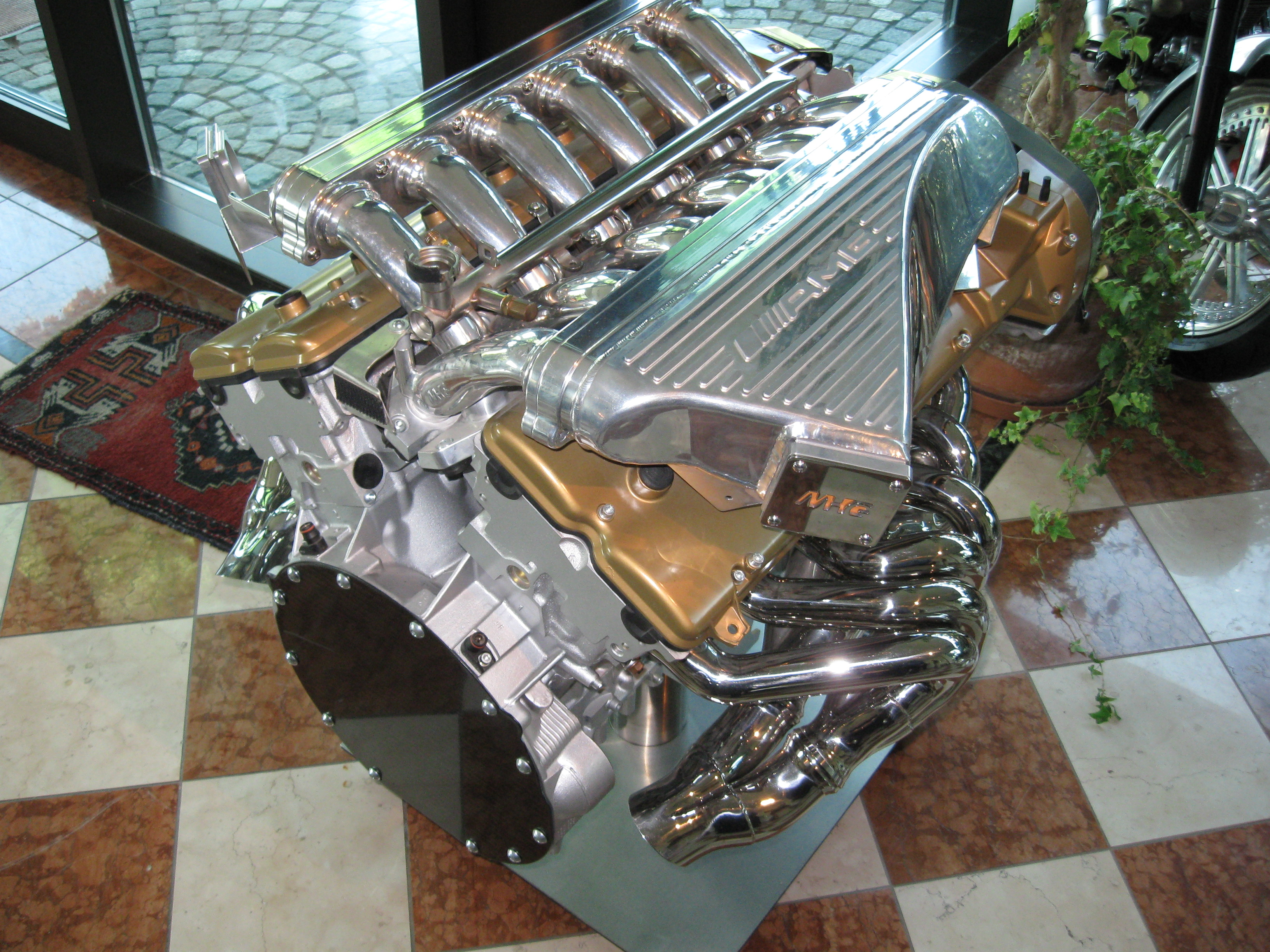
AMG製V12エンジン

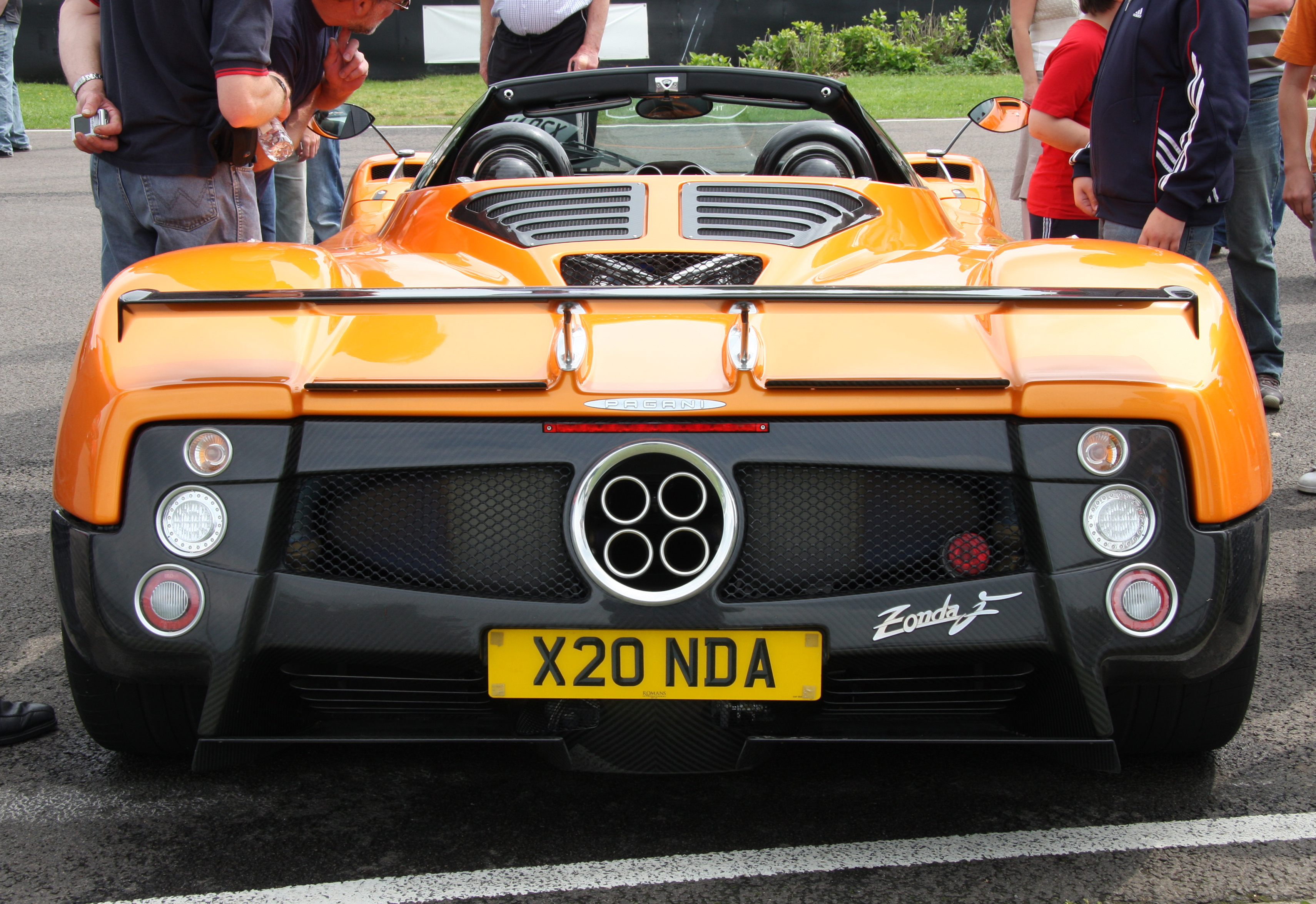
特徴的なマフラー

## 概要
パガーニ・アウトモビリの創始者であり、デザイナーでもあるオラチオ・パガーニ（Horacio Pagani）によって設計され、1999年に発表された。アドバイザーとしてアルゼンチン出身の5度のF1王者、ファン・マヌエル・ファンジオが起用された。
「ゾンタ」はアンデス山脈からパガーニの出身地であるアルゼンチンへと吹き下ろす風の名前に由来し、最初のモデルである「C12」の「C」はパガーニの妻であるクリスチーナの頭文字を、「12」はパガーニにとって12台目のミッドシップ・プロジェクトであることを意味する。
エンジンはメルセデスAMG製のV型12気筒をリアミッドシップに積む。シリーズを一貫して車両後部の中央に4本出しマフラーが配置されているのが特徴で、後継のウアイラやウトピアにも継承されるデザインとなっている。
インテリアはレザーとアルカンタラ、アルミニウム、炭素繊維を用いた、独自のデザインをもつ。
当初は保安基準の関係で日本には正規輸入されておらず、並行輸入で少数が上陸していた。その後、輸入車専門店であるスカイグループ（所在地：東京都港区）が日本におけるパガーニの正規ディーラーとなり、正規輸入が開始された。

## 歴史
- 1999年 - 最初のモデルであるC12がジュネーヴショーで発表された。
- 2004年 - 米国のスポーツカー専門誌、スポーツカー・インターナショナルの選出したトップスポーツカーの2000年代部門で第4位を獲得した。
- 2005年 - ジュネーヴショーでFが発表された。
- 2006年 - F・ロードスターが発表。
- 2008年8月 - F Clubsportがニュルブルクリンクで7分27秒82の当時の市販車最速記録を記録。同年、日本にゾンタFの正規輸入第一号車が納車された。限定25台中のシャーシナンバー24
- 2009年 - ジュネーヴショーで5台限定のチンクエが発表された。価格は80万ユーロであったが完売している。
  - 7月 - チンクエ・ロードスターが発表された。
- 2010年6月30日 - ゾンタRがニュルブルクリンクで6分47秒50の最速記録を達成した。
- 2011年 - 後継車種となる「ウアイラ」が発表された。通常モデルの生産は終了したものの、特別な顧客向けのワンオフモデルとしての生産は継続されている。

## 通常モデル

### C12

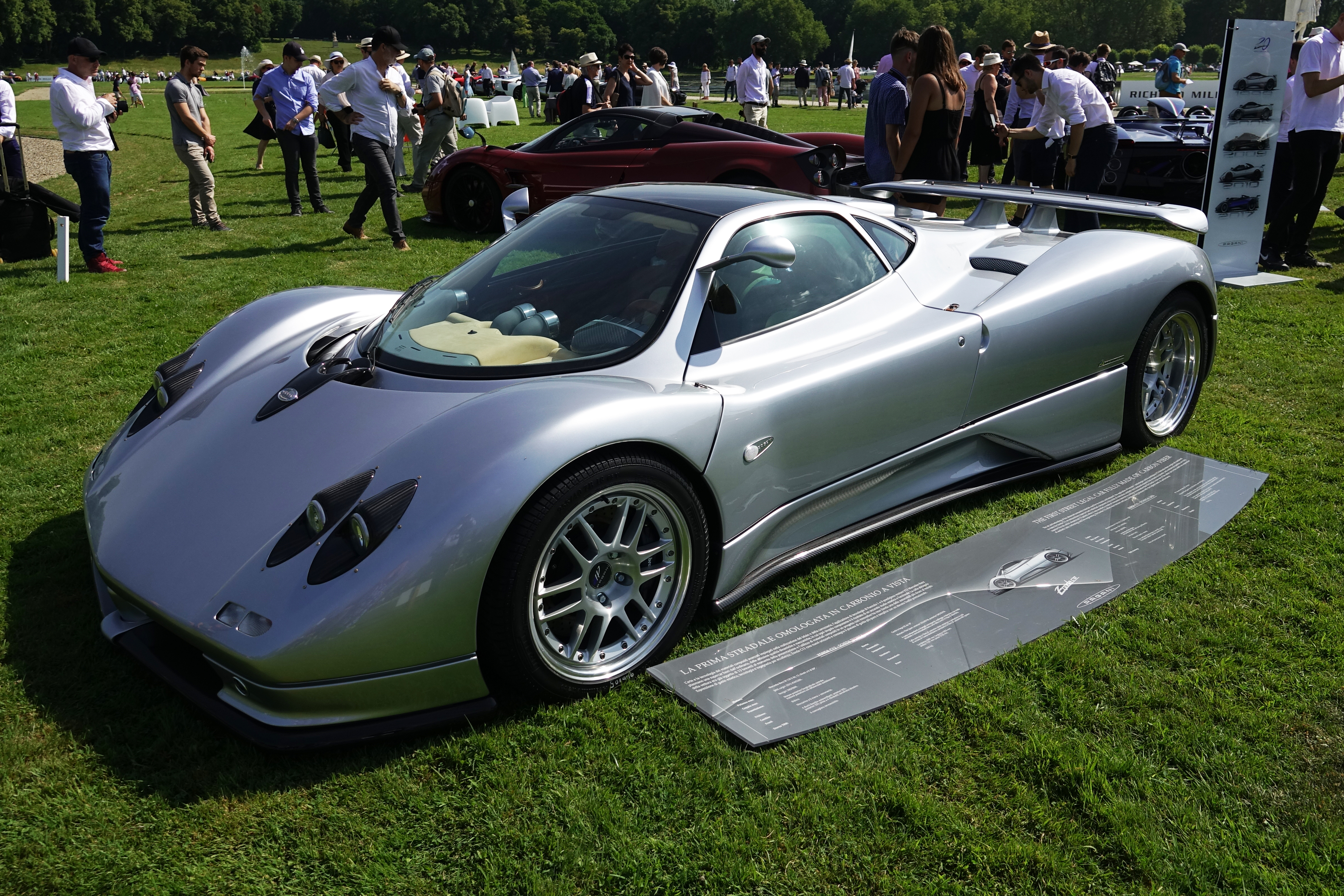
C12

C12は1999年のジュネーヴショーで発表。6,000ccのメルセデス・ベンツM120型V12、394馬力エンジンが搭載されており最高速は332km/h。2002年までわずか5台だけ生産された。

### C12 S

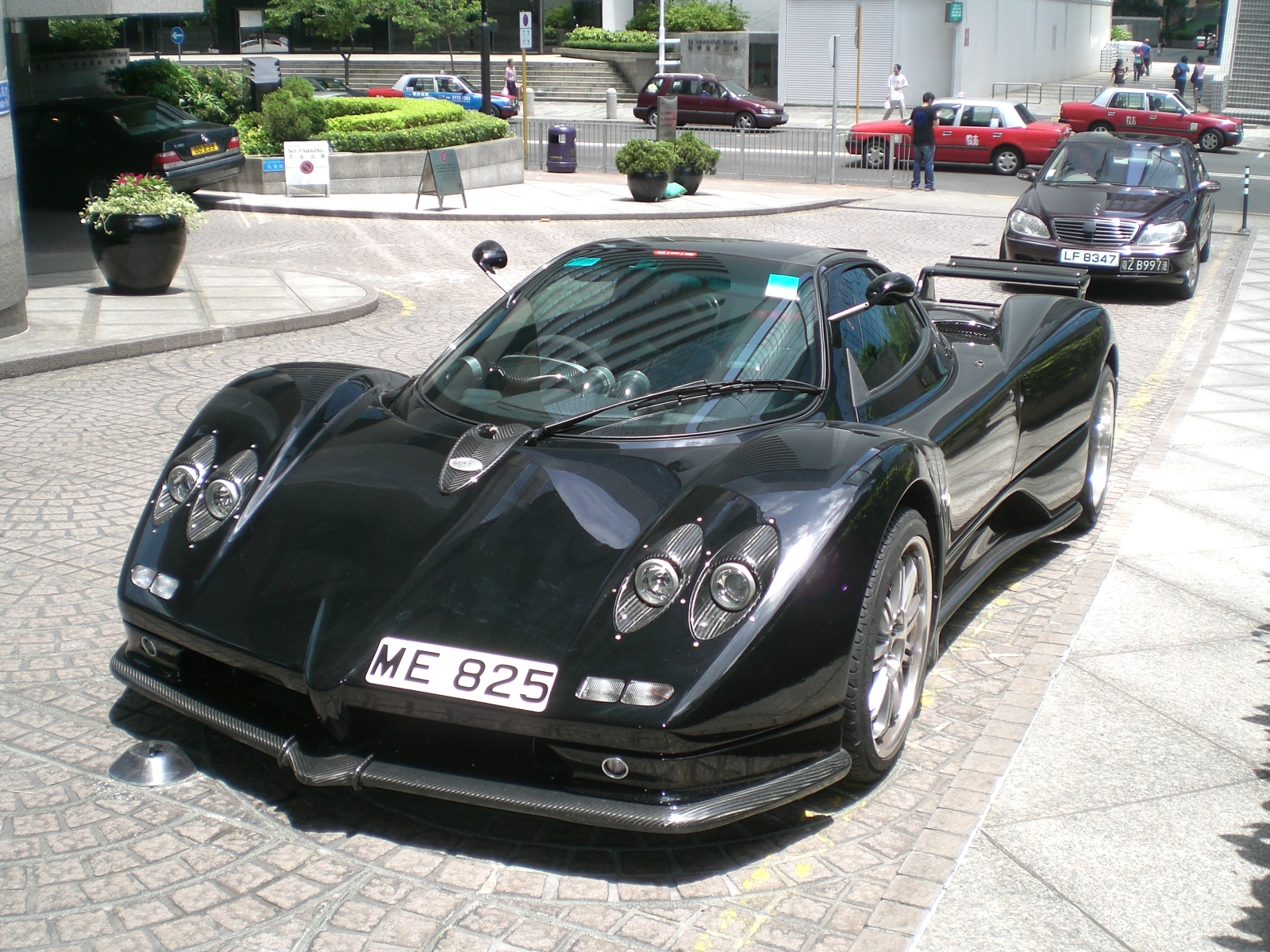
C12S

AMGによってチューンされたM120型7.0 L V型12気筒、550馬力エンジンを搭載。2000年から2002年まで製造された。0-100km/h加速は3.7秒。

### S 7.3
さらにチューニングされた排気量7.3 Lの555馬力エンジンを搭載。TCSとABSが装備されたモデル。2002年から2005年まで製造された。

### ロードスター
S 7.3のロードスターバージョン。40台限定で生産された。

### F

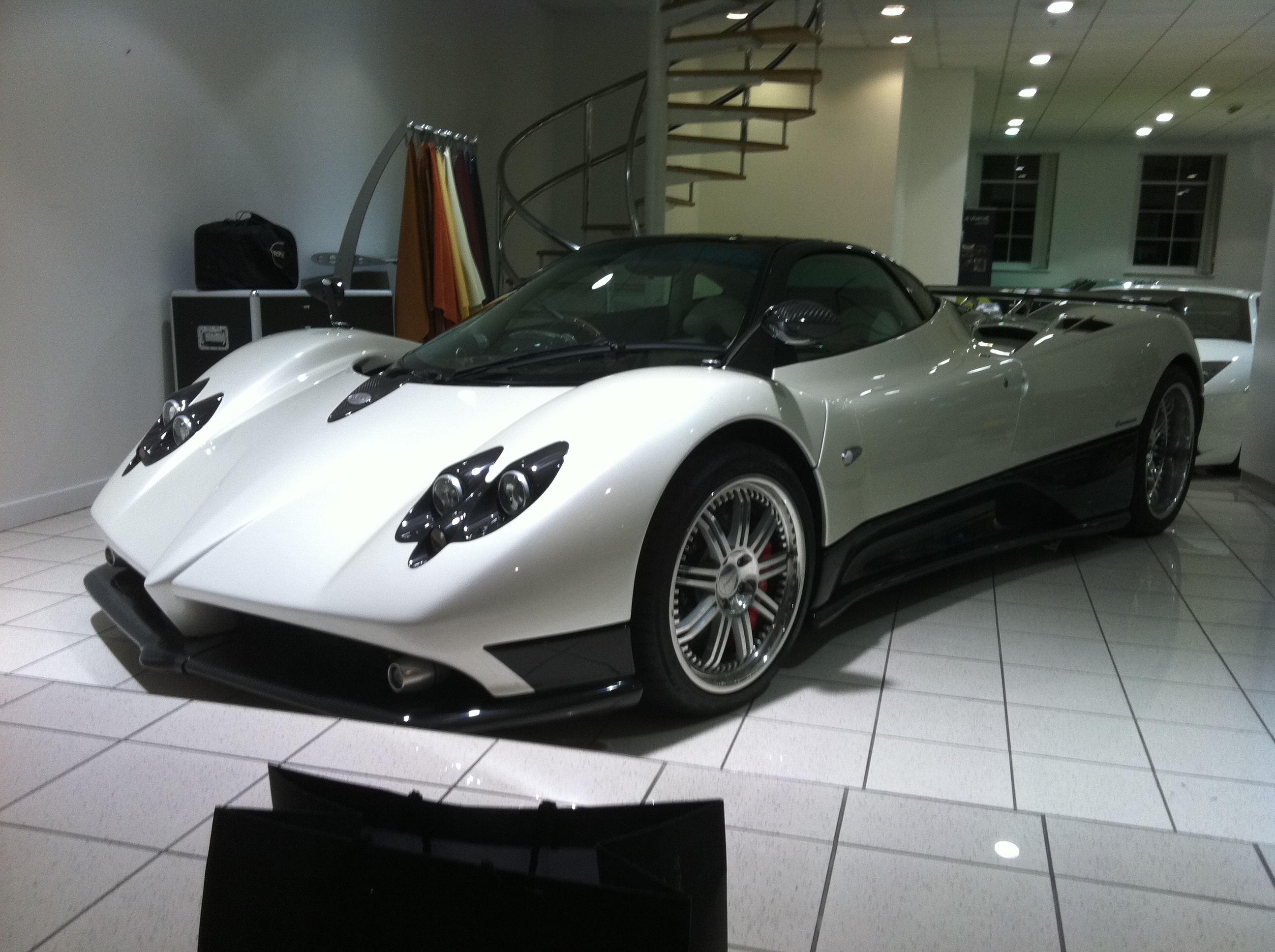
F

2005年から25台限定で生産発売されたモデル。それまでとは違いフェンダーミラーなど大幅な改良が施され、ゾンタシリーズの一つの到達点と言えるモデル。Fとはアドバイザーのファンジオの頭文字である。602馬力を発揮するAMG製7.3 L V型12気筒エンジンを搭載。全長4,435mm、全幅2,055mm、高さ1,141mm、ホイールベース2,730mm、乾燥重量1,230kg。0-100km/h加速は3.6秒。最高速度は345km/h。
F クラブスポーツ
Fにオプションのスポーツエキゾーストなどを装着し650馬力としたモデル。ニュルブルクリンクで7分27秒82を記録し、当時の市販車最速記録を更新して話題を呼んだ。こちらも25台限定である。
F ロードスター
Fのロードスターバージョン。強化された650馬力エンジンを搭載。同じく25台限定で生産された。ルーフは炭素繊維製で着脱可能。
F クラブスポーツ ロードスター ファイナルエディション
25台限定で生産されたF ロードスターの24番目の個体。

## 特別モデル

### GR

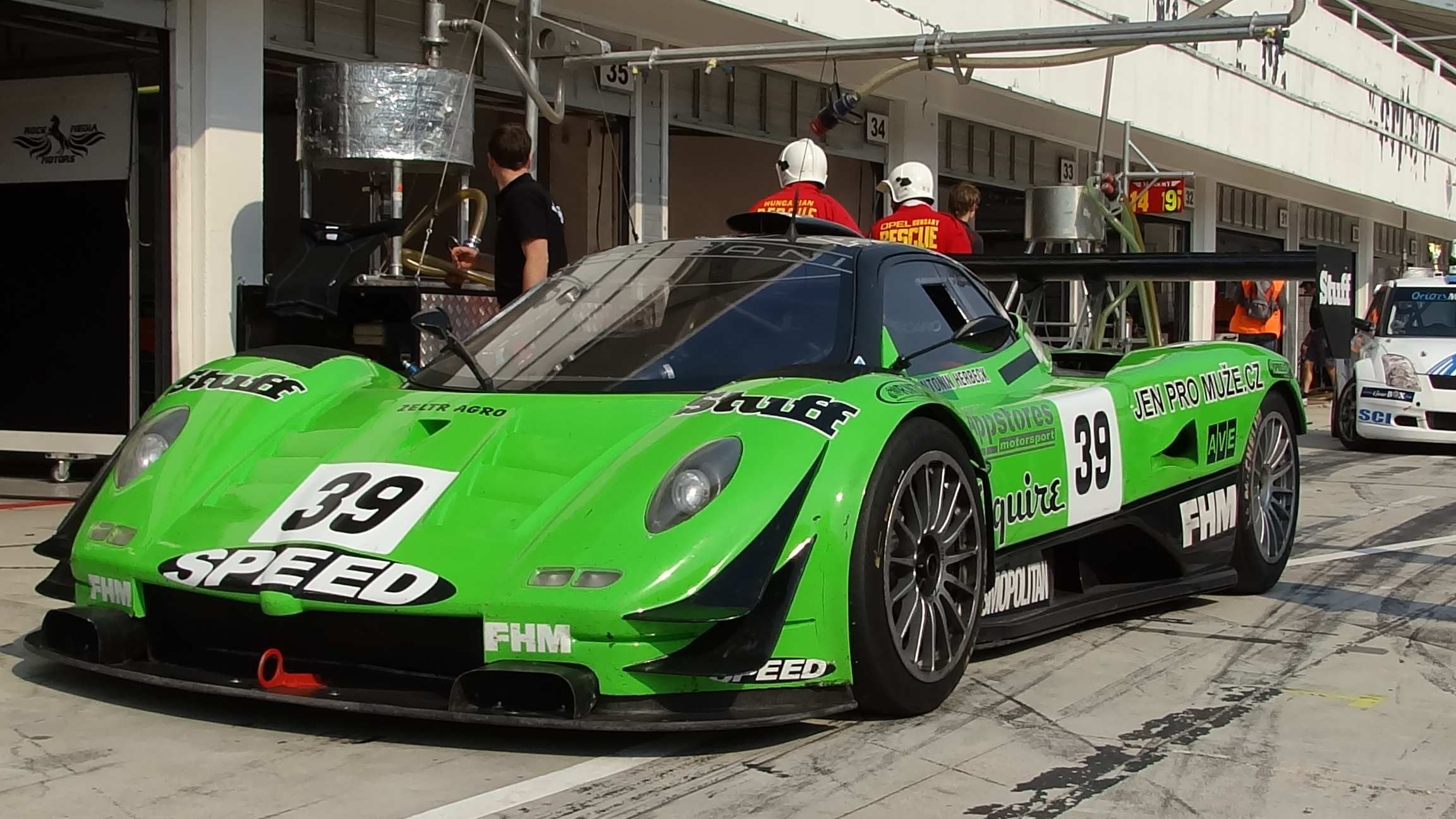
Zonda GR

C12Sをベースにしたレース車両。ル・マン24時間レースの他アメリカン・ル・マン・シリーズなどにプライベーターチームからスポット参戦したが、目立った結果を出せずに終わっている。最高出力600馬力、重量1,100kg。0-100km/h加速は3.3秒。

### R

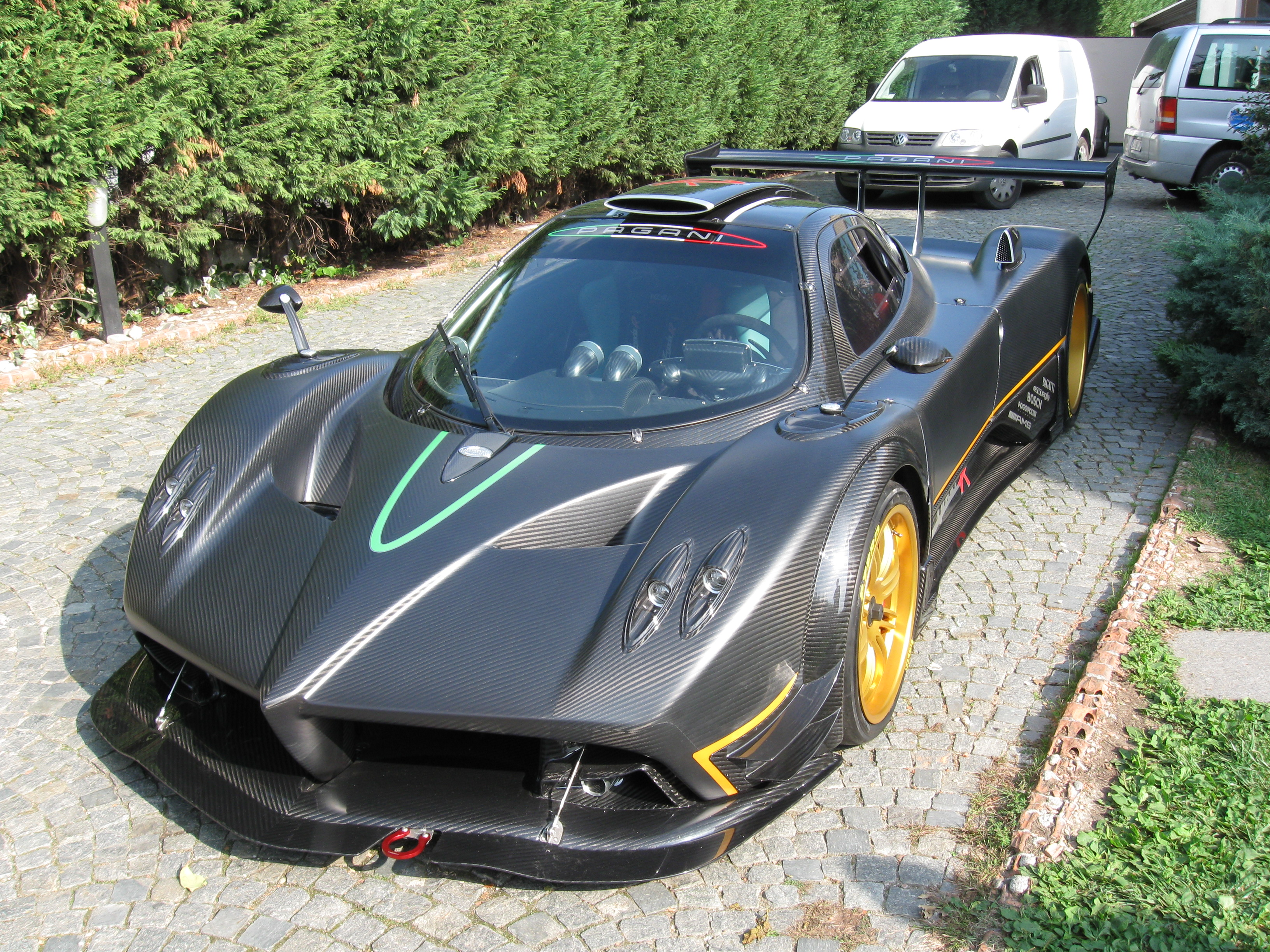
Zonda R

2009年から発売が開始されたサーキット走行専用車。15台限定で生産された。レース用のメルセデス・ベンツ・CLK-GTRのユニットをベースにしたメルセデス・ベンツ・AMG製M120型V12、750馬力エンジンを搭載し、パーツの90%を新開発した。トランスミッションはパドルシフト付の6速シーケンシャルAT。ゾンタシリーズでは初のパドルシフトである。全長4,886mm、全幅2,014mm、高さ1,141mm、ホイールベース2,785mm、乾燥重量1,070kg、0－100km/h加速は2.7秒以下、最高速度は350km/h。2010年6月30日、ニュルブルクリンクで6分47秒50の当時の最速記録を達成した。

### CINQUE

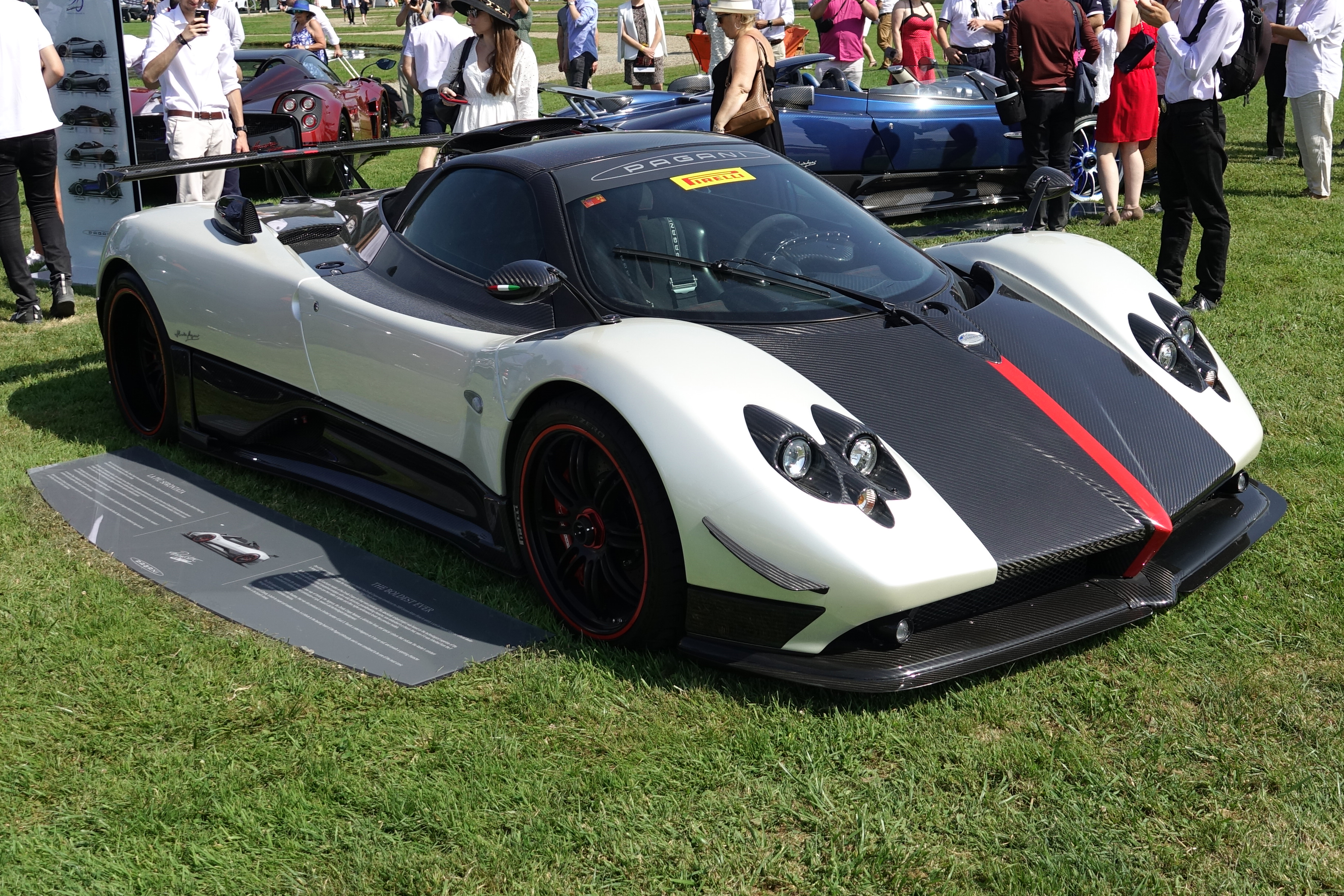
Zonda Cinque

香港のパガーニ・ディーラーであるSPSの要望により生産された5台限定モデルで、2009年のジュネーヴショーで発表された。チンクエはイタリア語で5を意味する。Fをベースとしながらも、随所にRで得られたデザインやノウハウが取り込まれている。カーボンやチタン、マグネシウムを使用して軽量化を図っている。乾燥重量1,210㎏。AMG製678馬力エンジンを搭載し、パドルシフトを装備している。0-100km/h加速は3.4秒。ルーフやリアフェンダー上にはRと同じくエアインテークが、またリアディフューザーも装備されている。1台はオラチオ・パガーニ自身が所有し、残る4台はSPSに納車された。

### CINQUE ROADSTER
CINQUEのオープンモデル。同じく5台限定で生産された。ルーフを着脱可能とするため、エアインテークが大幅に短縮されている。

### TRICOLORE

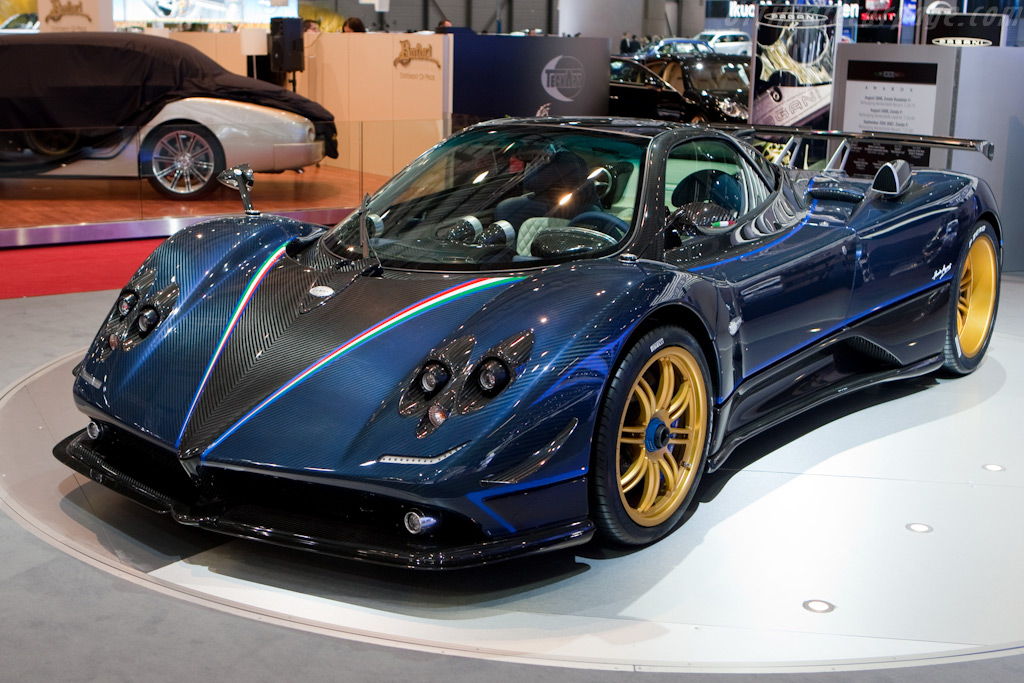
TRICOLORE

2010年のジュネーブモーターショーで公開。イタリア空軍のアクロバット飛行チーム「フレッチェ・トリコローリ」創立50周年を記念して製作された限定モデル。最高出力670馬力。ボディは専用のクリアブルーのフレッチェトリコローリと同様のストライプが施され、ヘッドライト下部には発光ダイオードのポジショニングライトが組み込まれている。後に2台が追加製作された。売り上げの一部はフレッチェトリコローリに寄付された。

### R EVO
2012年のグッドウッド・フェスティバル・オブ・スピードで公開されたRを進化させたモデル。最高出力はRより20馬力多い770馬力。カナードが追加され、リアウィングは2段になっている。Rではブラックだったボディカラーがホワイトを基調とする2色になっている。

### Revolution

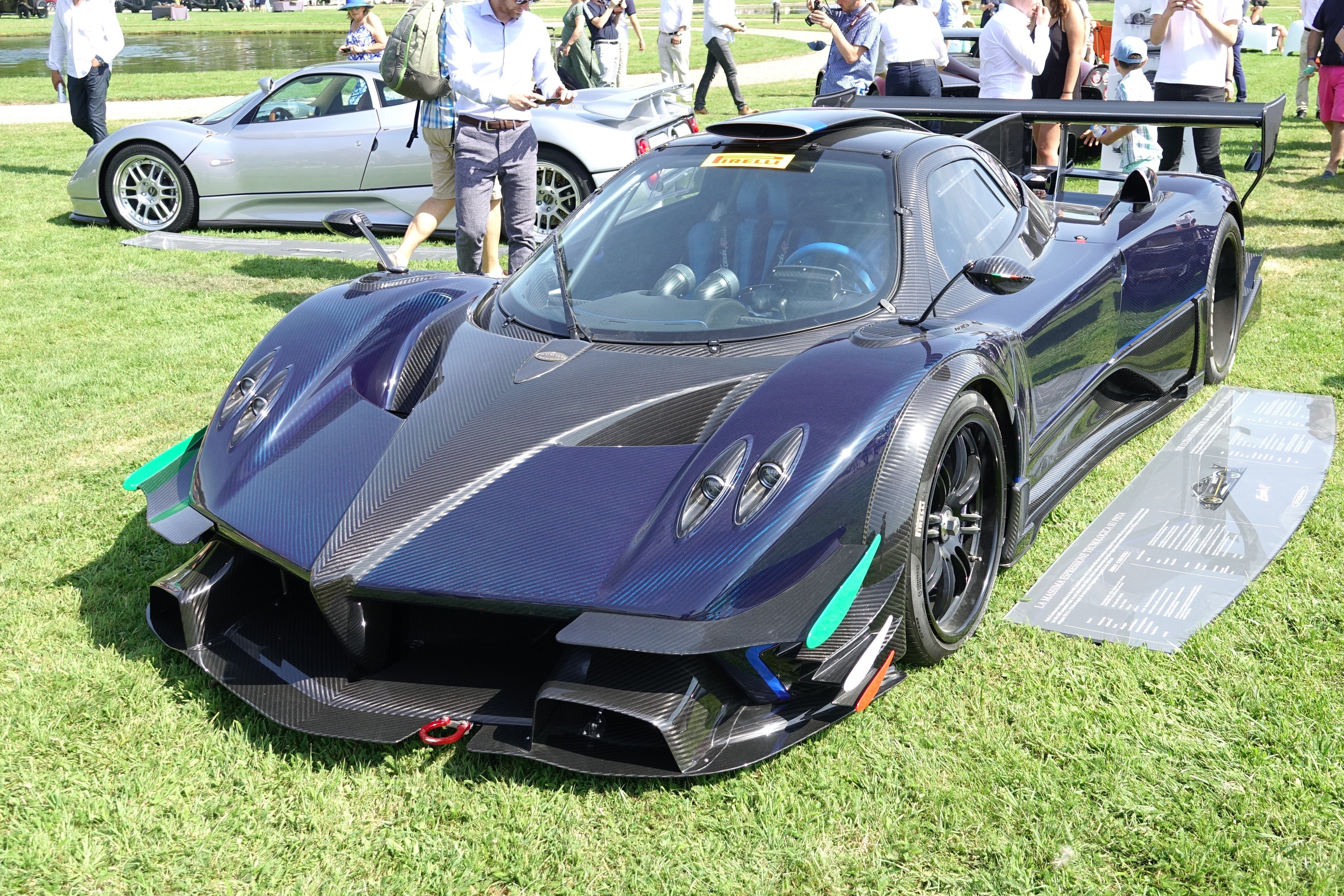
Zonda Revolution

2012年に公開されたゾンタR EVO をもとに5台限定で市販されたモデル。そのうちの1台は日本人によってオーダーされた。最高出力はR EVOより30馬力高い800馬力となり、DRSが搭載された。0-100km/h加速は2.6秒。日本円で約3億円から。

### HP Barchetta

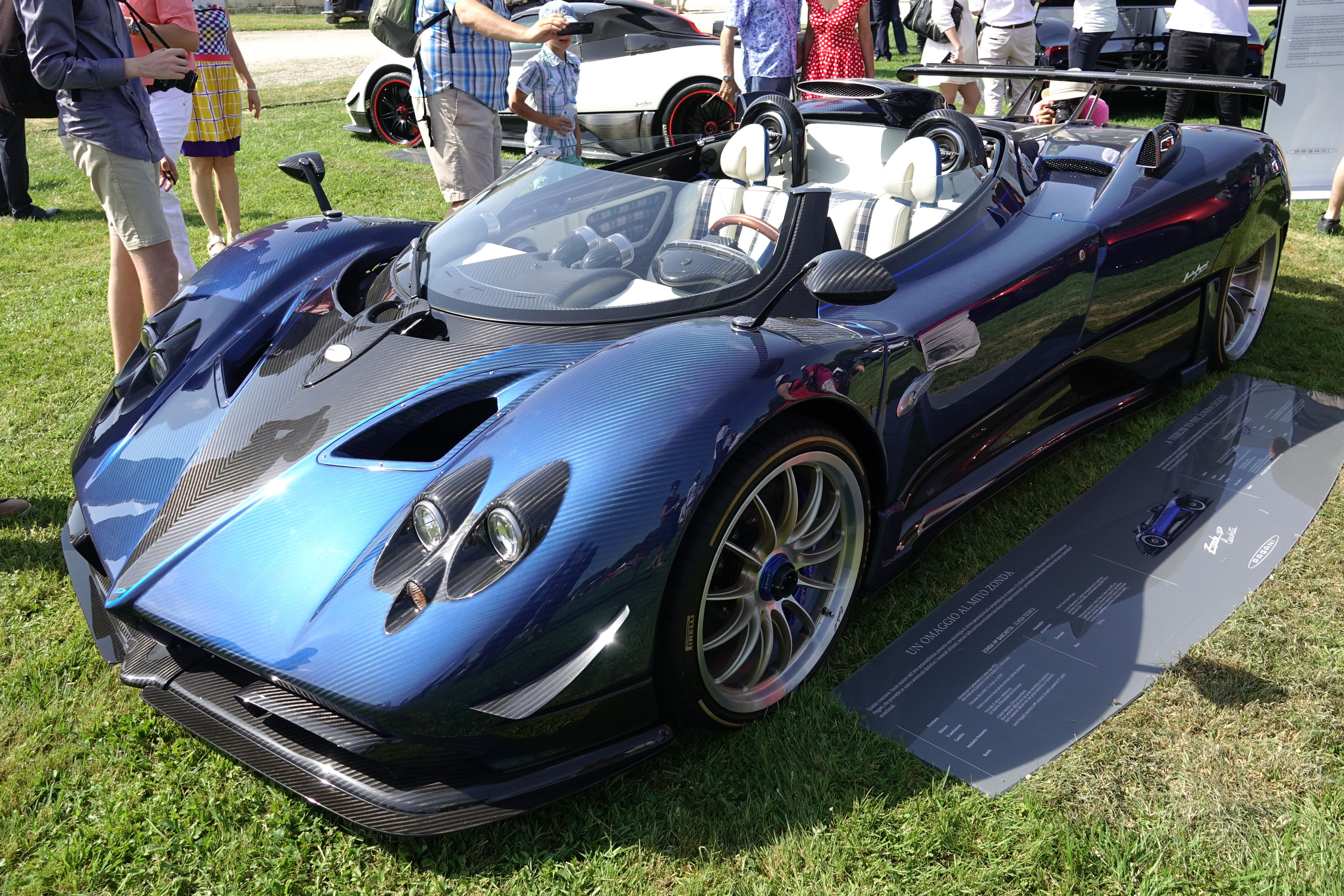
Zonda HP Barchetta

2017年のペブルビーチ・コンクール・デレガンスにて発表された。オラチオ・パガーニ氏の60歳を記念したモデルであり、HPは頭文字が由来となっている。ウアイラBCとウアイラロードスターの技術が取り込まれており、789hp 6速MTとなっている。3台限定で1500万ユーロ、およそ20億円とされている。うち1台はオラチオ氏本人が所有している。

## ワンオフモデル

### C12Sモンツァ
C12Sモンツァ（Monza）はアメリカ人のオーナーがパガーニに依頼し、GRをベースに製作されたモデル。

### C12 La Nonna
パガーニが制作したプロトタイプ。テストのために1,000,000kmもの距離を走行した。後にゾンタ760シリーズのパーツが装着され、見た目性能ともにアップグレードされた。

### GJ
C12 Sが事故で大破してしまい、Fをベースにワンオフとして修復されたモデル。一部にチンクエのパーツが使われている。

### PS
イギリスの実業家であるピーター・セイウェル（Peter Saywell）がパガーニに依頼し、Fをベースに製作されたモデル。パドルシフトや新設計のエキゾーストパイプを装備している。現在は760仕様車にアップグレードされており、ボディカラーもホワイトからHH同様のブルーに変更されている。

### ウノ
カタール王室のサーニー家が依頼し、チンクエ・ロードスターをベースに製作されたモデル。ボディは全体的にターコイズブルーに塗装されている。ウノ(UNO）はイタリア語で1を意味する。

### Nero
フルカーボンのモデルでボディカラーもカーボンのブラックそのままを生かしている。

### HH
デンマーク出身のプログラマーであるデイヴィッド・ハイネマイヤー・ハンソンが依頼し、Fをベースにチンクエのパーツを使用し製作されたモデル。

### アブソリュート
アブソリュート（Absolute）は香港の顧客の依頼でチンクエをベースに製作されたモデル。ボディカラーはカーボン地のままで、センターにイタリア国旗をモチーフとしたストライプがペイントされている。香港での走行基準に合わせるために右ハンドル仕様となっている。

### サファイア
サファイア (Sapphire) はアジア人がオーダーしたモデル。右ハンドル仕様で、マニュアルトランスミッションが搭載されている。

### Danubio
ゾンタR用のエアインテークをルーフに備え、ボンネットにも空力用の穴が空いている。白とブルーで塗装されている。

### RAK
チンクエをベースに考案されたモデル。ボディは全体的にイエローで塗装されている。

### 750
カタール王室のサーニー家が依頼し、チンクエをベースに製作される予定であったが、意見の相違のためキャンセルされた。ボディカラーは全体的にパープルで塗装される予定であった。

### 希竜
日本のパガーニ正規輸入店であるビンゴスポーツが依頼して製作されたモデル。ベースとなったのはゾンダFロードスターで、760シリーズの技術が流用されている。2013年に発注され、完成までに2年半を要した。

### Revolution Barchetta
レボリューション バルケッタはGoodwood Featival Of Speed 2022で実車が初公開されたモデル。Revolutionのオープンモデルで、サイドミラーの位置やエアインテークの長さなどが変更されている。ボディカラーはカーボンそのままのグレーをベースに、ボンネットやリアウィング、フロントカナード等がシルバー・レッド・ブルーの三色で塗り分けられている。ホイールはブルーで、インテリアもブルーになっている。クーペモデルと同様に公道走行は不可である。

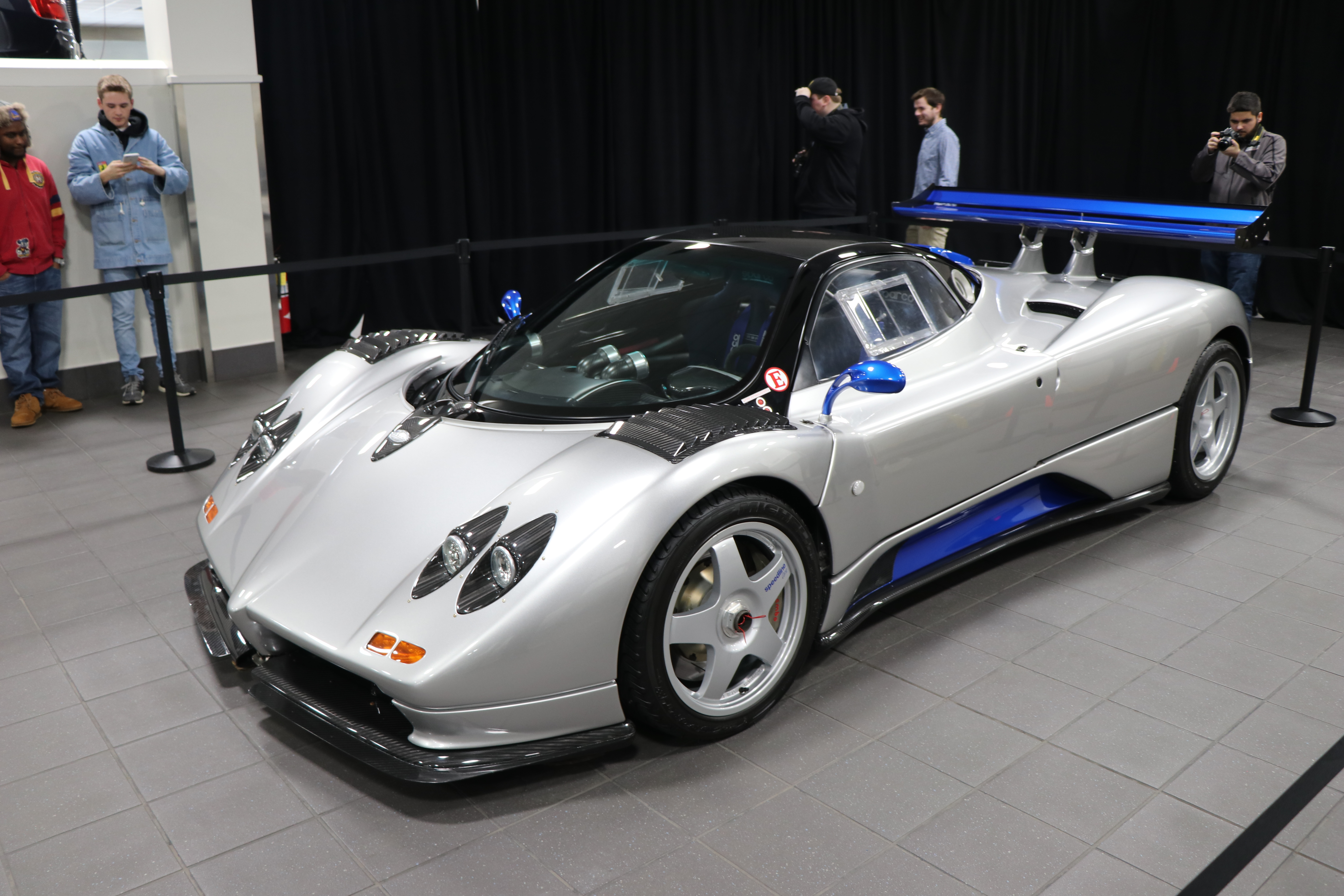
Zonda C12S Monza
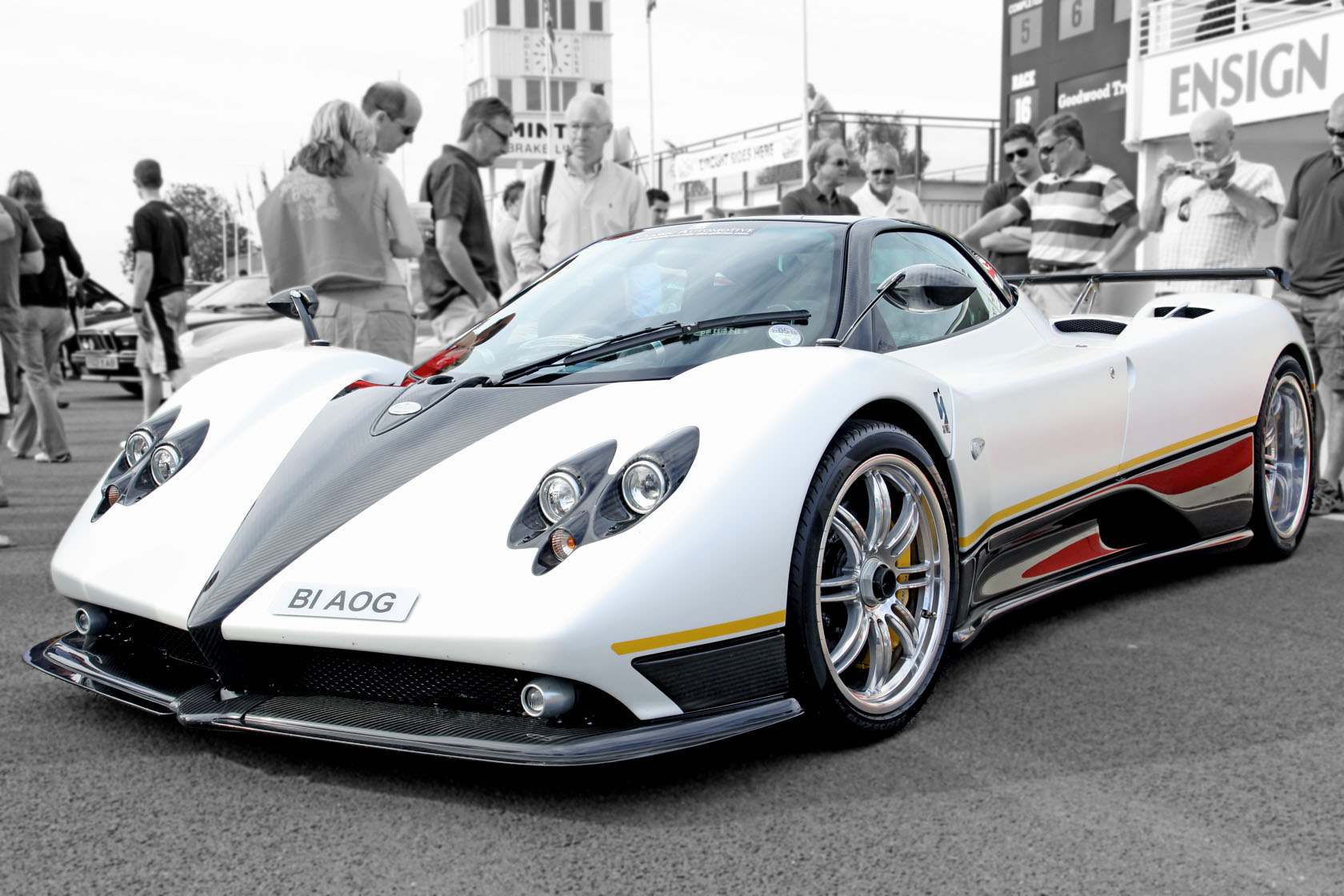
Zonda PS
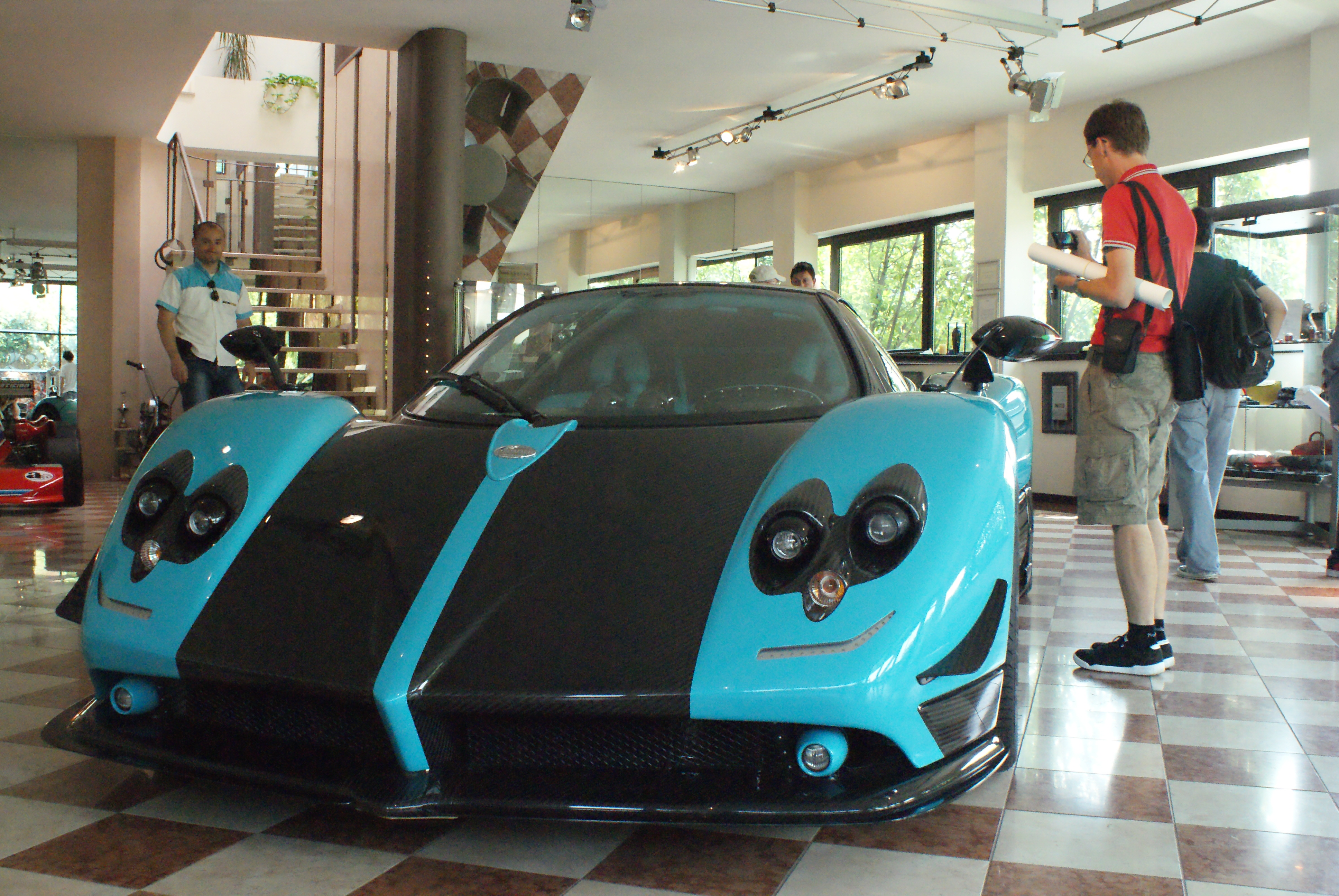
Uno
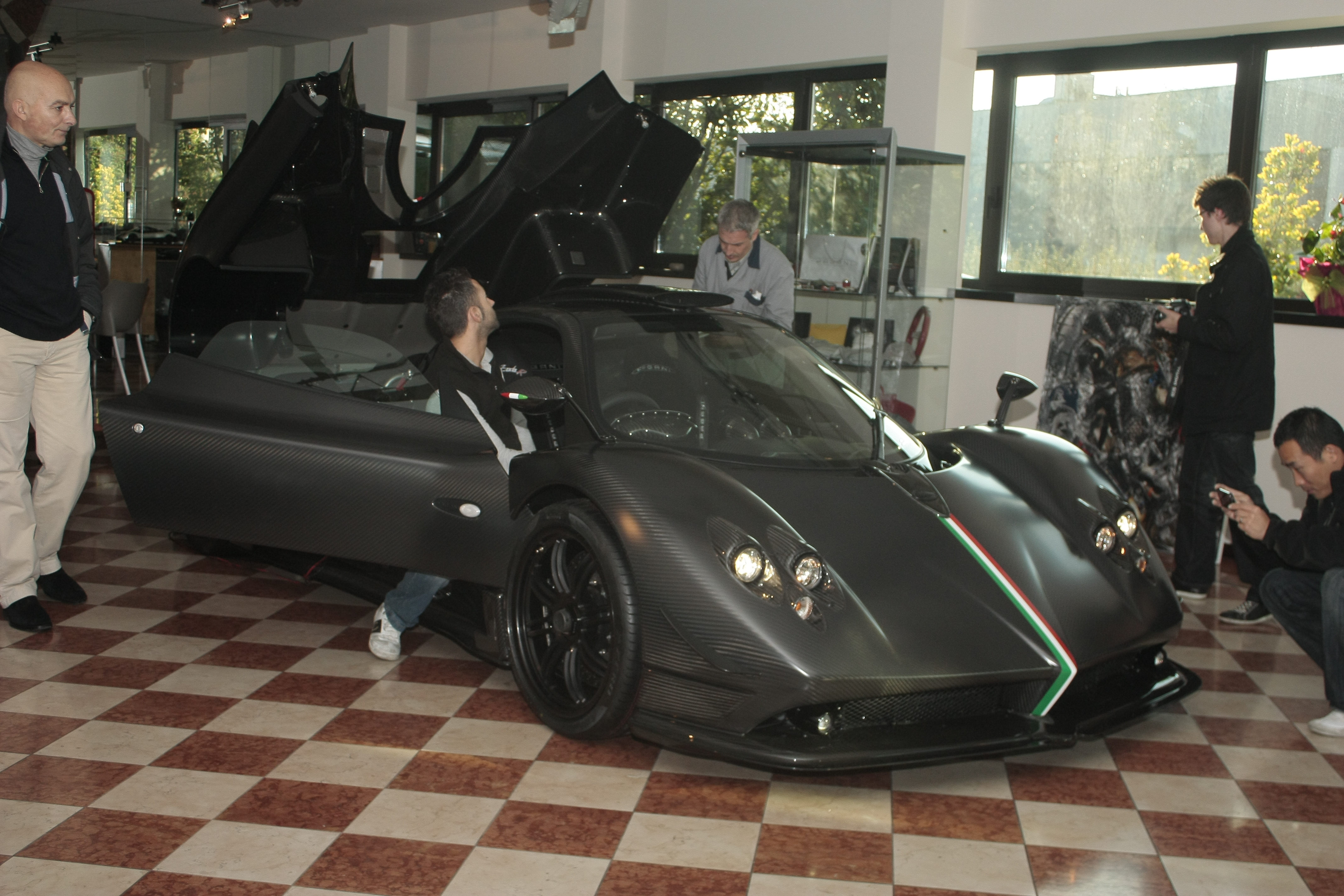
Absolute
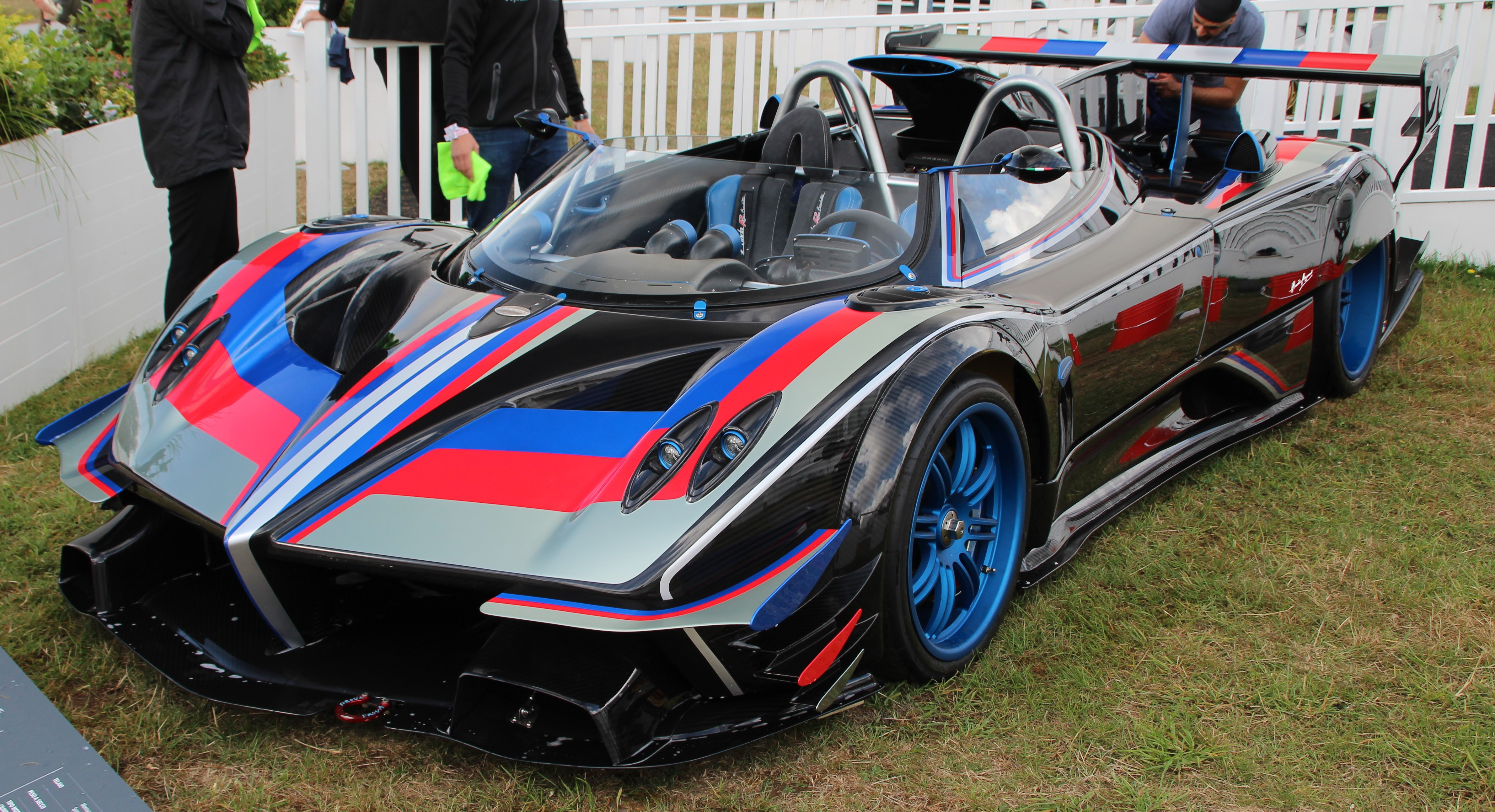
Zonda Revolution Barchetta

## 760シリーズ

### 760
ドバイの顧客の依頼で制作されたモデル。ボディはクリア塗装のカーボン地で、ワインレッドのストライプがペイントされている。

### 760RS
チリの実業家の依頼で制作されたモデル。元々は「750」として制作されたが、オーダーがキャンセルされたため改めて「760RS」として完成した。ボディーカラーはクリア塗装でカーボン地になっており、最高出力は760馬力。ル・マンプロトタイプのようなシャークフィンを持つ。

### 760LH
ルイス・ハミルトンの依頼で制作されたモデル。トランスミッションはMTとなっている。ボディカラーは薄いパープル。ハミルトンはこの車で2015年11月9日にモナコで交通事故を起こし、2021年には環境問題を理由として売却している。

### 764 Passione
日本にデリバリーされたモデル。760RSとほぼ同じ構造で、760LHと同様にトランスミッションはMTである。フロントにはトリコローリと同じようなペイントが施されている。パッシオーネはイタリア語で情熱を意味する。

### 760 Fantasma Evo

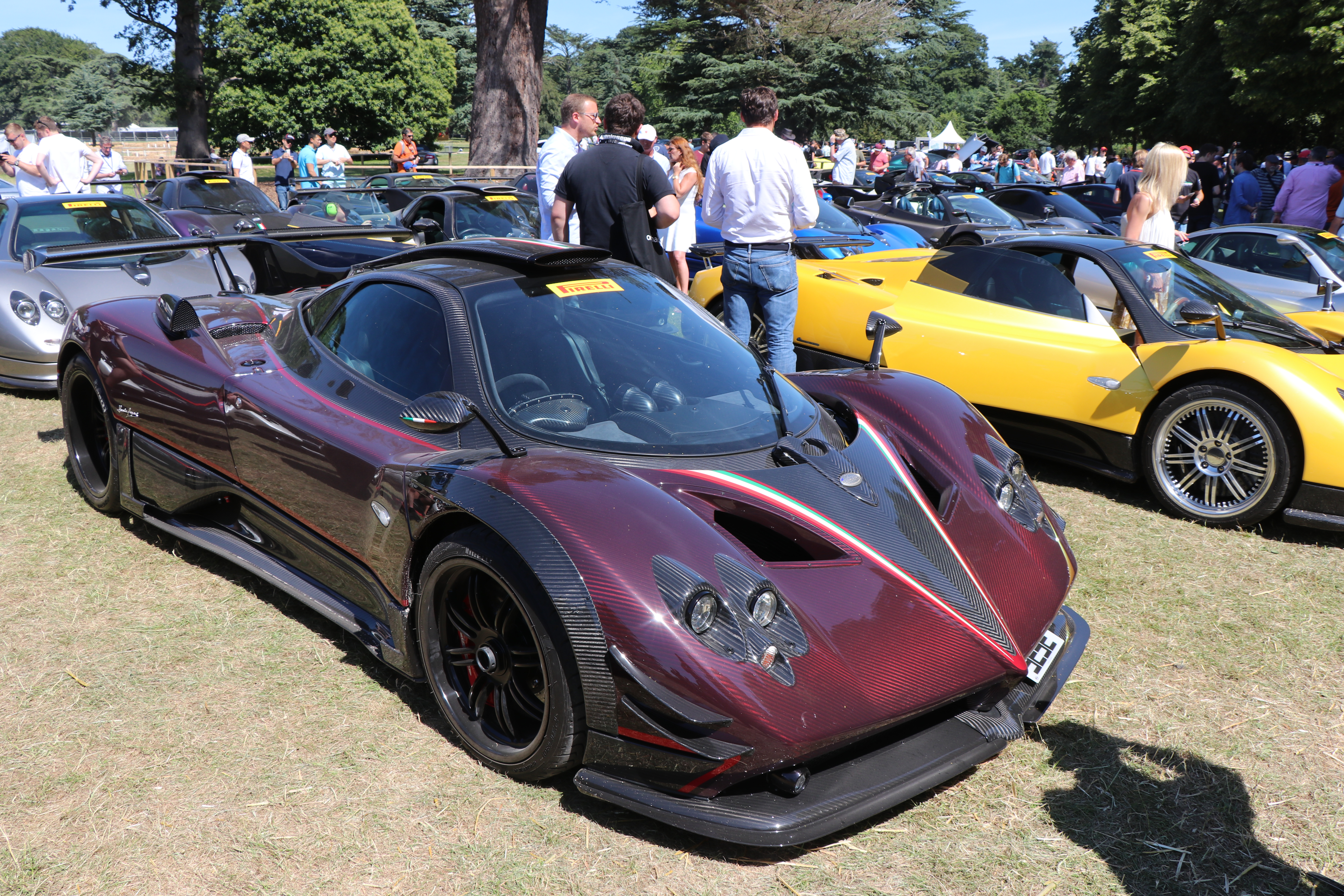
Zonda 760 Fantasma Evo

香港の顧客が所有していたFが事故で大破したため修復され、760にアップグレードされたモデル。ファンタズマはイタリア語で亡霊を意味する。

### 760ユニカ ロードスター
スペインのトップカーデザインの創設者がオーダーしたモデル。ゴールドをアクセントにしたブルーカーボン仕上げになっている。

### 760RSJX
香港の顧客の依頼で製作されたモデル。ウノ同様にターコイズブルーで塗装されている。

### 760AG
イギリスの高級車ディーラーTopaz Londonが依頼して製作されたモデル。車体色は紺。ロードスターであり、希少な6速マニュアルトランスミッション搭載車。

### 760VR

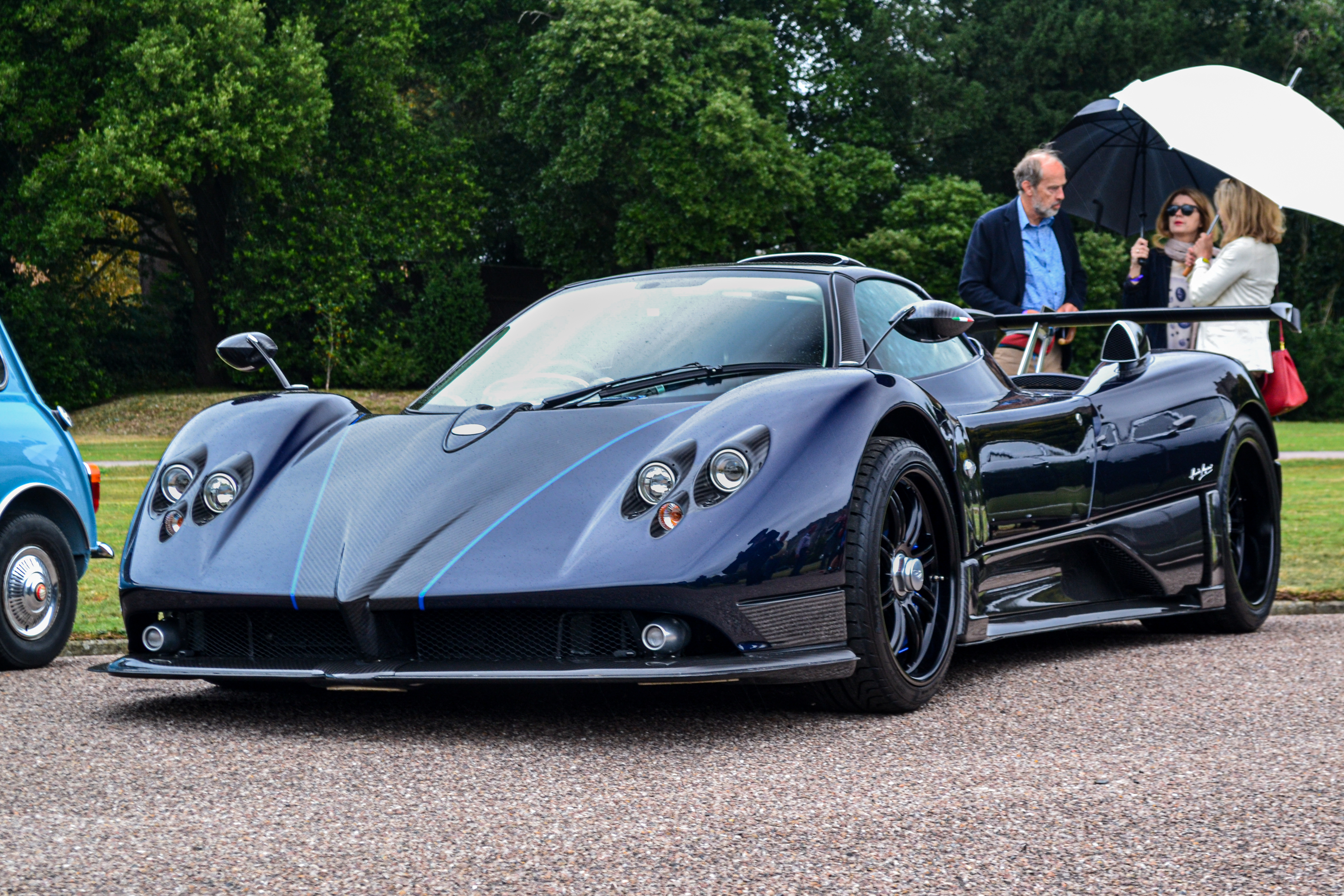
Zonda 760 VR

イギリス人コレクターの依頼で製作されたモデル。ベースは車体番号76089のF ロードスターである。

### 760LM
アンドラ公国在住のオーナーが依頼して制作されたモデル。チンクエをベースとし、他のモデルとは異なるヘッドライトと巨大なリアウイングが特徴で、クーペとロードスターが存在する。

### 760JC
中国のカーコレクターが依頼して製作されたモデル。黒の車体にピンクのアクセントがされている。

### 760MD
760シリーズの1台。青いボディが特徴であり、マニュアルトランスミッションが搭載されたモデルである。オーナーは公開されていない。

### 760 Nonno
フロントカウルがカーボンブラック、ドア、リアカウルがオレンジという個性的なカラーリングをしている。フロントカウルにはセンター下側にイタリアントリコロールが入っている。

### ZOZO
日本の実業家、前澤友作の依頼で製作されたモデル。カラーは760LHに似たパープルで、リアフェンダーにスパッツが装着されている。2016年12月2日、千葉県の幕張で大破した後に修復された。

### Oliver edition

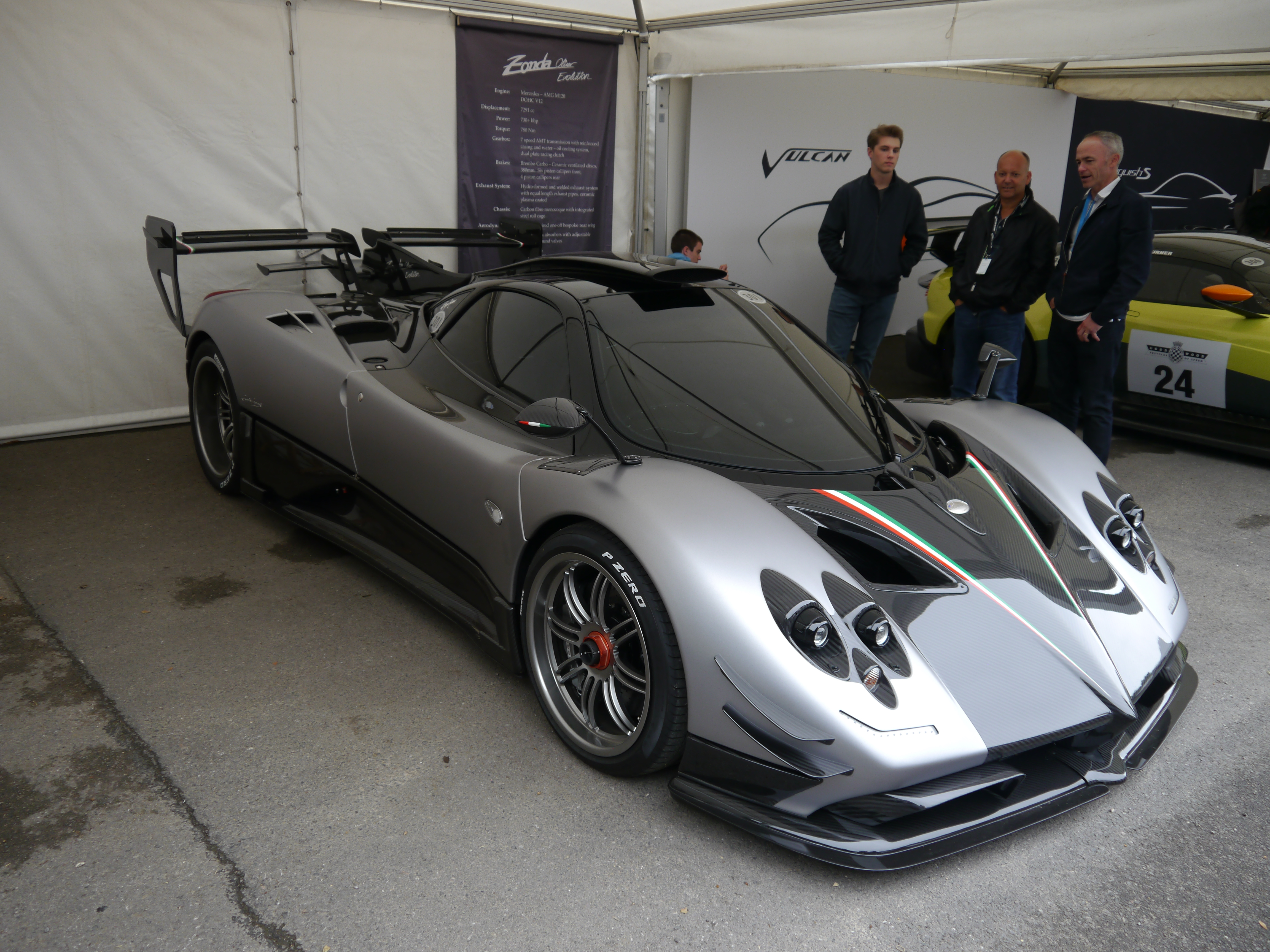
Zonda 760 Oliver Edition

アジアのコレクターの依頼で制作されたモデル。760シリーズの1台で、車体カラーはマットシルバー。760RSをベースとし、リアウイングは760LMと同じような大型な物を装着している。右ハンドル仕様である。

### Mileson
イギリスのカーコレクターであるMileson Guoに向けて制作されたモデル。巨大なリアウイングを装着し、ダブルウイングとなっている。

### Aether
チンクエ ロードスターをベースとし、2017年終わりに製造したとされているモデル。ボディはカーボンの折り目が見える「エクスポーズド・カーボン」で、センター、ボディサイド、ヘッドライト上部に赤いストライプが入っている。ブレーキキャリパー、ホイールのセンターロック、リアウイングの両翼端にも赤色のアクセントが入っている。

### Riviera
サウジアラビアのバドル・ビン・サウード・ビン・ハーリブ・アル・ブサイディ王子が過去に所有していたモデル。ゾンダFとして納車されていたものを760にアップグレードしたものである。ボディパネルは全てカーボンに変更され、カナードなどエアロパーツが多数追加されている。

### Zun
右ハンドルのF Roadsterをベースにアップグレードされたモデル。2019年12月25日に納車され、ロンドンにて目撃されている。ボディカラーはクリアパープル。

### Venti
イギリスでのイベントで発表されたモデル。深い緑色のボディカラーに、ブラウンのインテリアをしている。オープンモデルにすることも可能。右ハンドル仕様になっている。

### AY
カーコレクターのマイク・インへと納車された個体。ゾンダF ロードスターをベースにアップグレードされたモデル。パープルのボディカラーやインテリアに加え、オリジナルのエアロキットが装着されている。他のどのゾンダとも異なるデザインの特徴的なヘッドライトを装着し、リアスポイラーも独自の形をしている。